# Мадс Микелсен
Мадс Микелсен (на датски: Mads Mikkelsen) е датски актьор, носител на награда „Сатурн“, награда в категория „най-добър актьор“ от кинофестивала в Кан, „Европейска филмова награда“ и две награди „Бодил“, номиниран е за награди „Сезар“ и „Сателит“. Известни филми с негово участие са „Крал Артур“, „Ябълките на Адам“, „Казино Роял“, „Сблъсъкът на титаните“, „Тримата мускетари“, „Кралска афера“ и сериалът „Ханибал“.

## Биография
Мадс Микелсен е роден на 22 ноември 1965 г. в Копенхаген, Дания. Майка му Бенте Кристиансен е медицинска сестра, баща му Хенинг Микелсен е банкер, а брат му Ларс Микелсен е актьор. През младежките си години Мадс има желание да започне спортна кариера и тренира гимнастика, но по-късно започва да тренира танци в школа в град Гьотеборг, където се научава да говори шведски език. Той е професионален танцьор за близо десетилетие, преди да започне да учи драматично изкуство в театралната школа в Орхус, в преследване на актьорска професия.
През 2000 г. Мадс Микелсен сключва брак с дългогодишната си приятелка, хореографката Ханне Якобсен. Ханне и Мадс имат две деца – дъщеря и син. Микелсен е участник в множество класации за „най-сексапилни мъже“ в Дания.

## Кариера
Дебютира в киното през 1996 г. в датския филм Pusher. Голяма популярност печели в родината си с участието в криминалния сериал Rejseholdet (2000 – 2004).
Международна известност придобива през 2004 г. с участието си в „Крал Артур“, където си партнира с Клайв Оуен и Кийра Найтли. Участието му в датския „След сватбата“, който е номиниран за „Оскар“ в категория „Най-добър чуждестранен филм“, затвърждава признанието му от критиката. Същата година взима участие и в „Казино Роял“, където играе ролята на главния злодей Льо Шифр. През 2010 г. участва в „Сблъсъкът на титаните“, а през 2011 в последната версия на „Тримата мускетари“. От 2013 до 2015 г. играе ролята на д-р Ханибал Лектър в сериала „Ханибал“. През 2016 г. участва във филма от киновселената на Марвел – „Доктор Стрейндж“, в който си партнира с Бенедикт Къмбърбач и Тилда Суинтън.

## Частична филмография
- Pusher (1996)
- Bleeder (1999)
- Flickering Lights (2000)
- Rejseholdet (сериал, 2000 – 2004)
- „Крал Артур“ (2004)
- „Ябълките на Адам“ (2005)
- „След сватбата“ (2006)
- „Казино Роял“ (2006)
- „Коко Шанел и Игор Стравински“ (2009)
- „Изгревът на Валхала“ (2009)
- „Сблъсъкът на титаните“ (2010)
- „Тримата мускетари“ (2011)
- „Кралска афера“ (2012)
- „Ловът“ (2012)
- „Необходимата смърт на Чарли Кънтримен“ (2013)
- „Легендата за Михаел Колхаас“ (2013)
- „Ханибал“ (сериал, 2013 – 2015)
- „Мъже и пилета“ (2015)
- „Доктор Стрейндж“ (2016)
- „Арктика“ (2018)
- „Ван Гог: Пред портите на вечността“ (2018)
- „Полар“ (2019)
- „Още едно“ (2019)
- „Рицари на справедливостта“ (2020)
- „Живият хаос“ (2021)
- „Фантастични животни: Тайните на Дъмбълдор“ (2022)
- „Индиана Джоунс 5“ (2023)